# Lauenförde
Lauenförde er en kommune i den sydlige del af Landkreis Holzminden i den tyske delstat Niedersachsen, med 2.444 indbyggere (2012), og en del af amtet Boffzen.

## Geografi
Lauenförde (Niedersachsen) ligger ved floden Wesers øvre løb, tæt ved Dreiländereck, stedet hvor tre delstaters grænser mødes: Niedersachsen, Nordrhein-Westfalen og Hessen vest for Solling. De nærmeste byer og landsbyer er Beverungen (Nordrhein-Westfalen) på den modsatte Weserbred, Würgassen, Herstelle (begge under byen Beverungen), Bad Karlshafen i Hessen og Meinbrexen som ligger i kommunen Lauenförde.